# Chaenogaleus affinis
Espèce
Chaenogaleus affinis est une espèce éteinte de requin de la famille des Hemigaleidae. L'espèce actuelle correspondante ou affine est Galeorhinus galeus.

## Synonymes
- Chaenogaleus joneti, Eugaleus affinis, Galeorhinus affinis, Galeorhinus cf. affinis, Galeus aff. affinis, Galeus affinis, Premontreia (Oxyscyllium) guttata, Scyliorhinus guttatum, Scyliorhinus joneti, Scyllium cf. guttatum, Scyllium guttatum

## Publication originale
- Probst, Beiträge zur Kenntniss der fossilen Fische aus der Molasse von Baltringen. Hayfische. Jahreshefte des Vereins für vaterländische Naturkunde in Württemberg, 34: 113–154, 1 pl.